# Coleophora dianthi
Coleophora dianthi is een vlinder uit de familie kokermotten (Coleophoridae). De wetenschappelijke naam is gepubliceerd in 1855 door Herrich-Schäffer.
De soort komt voor in Europa.